# Illuminátus rend

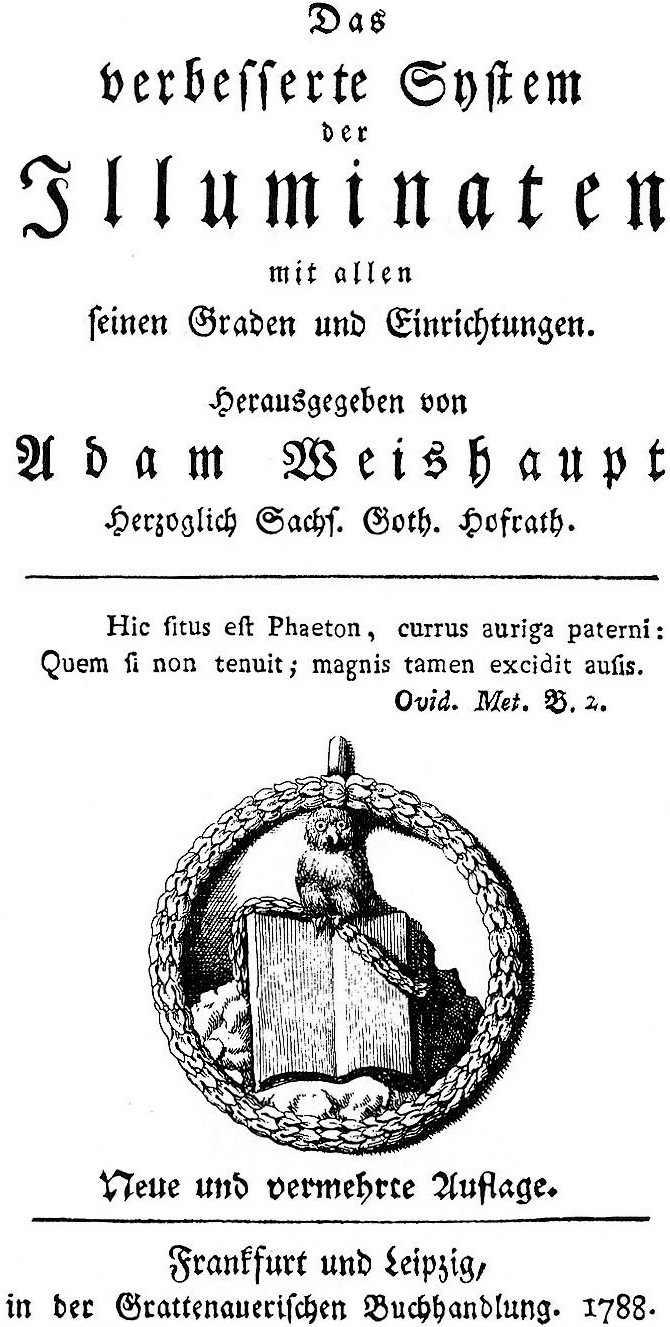
A szövetség szimbóluma: Minerva baglya könyvön ülve. Nyomtatott grafika 1776-ból

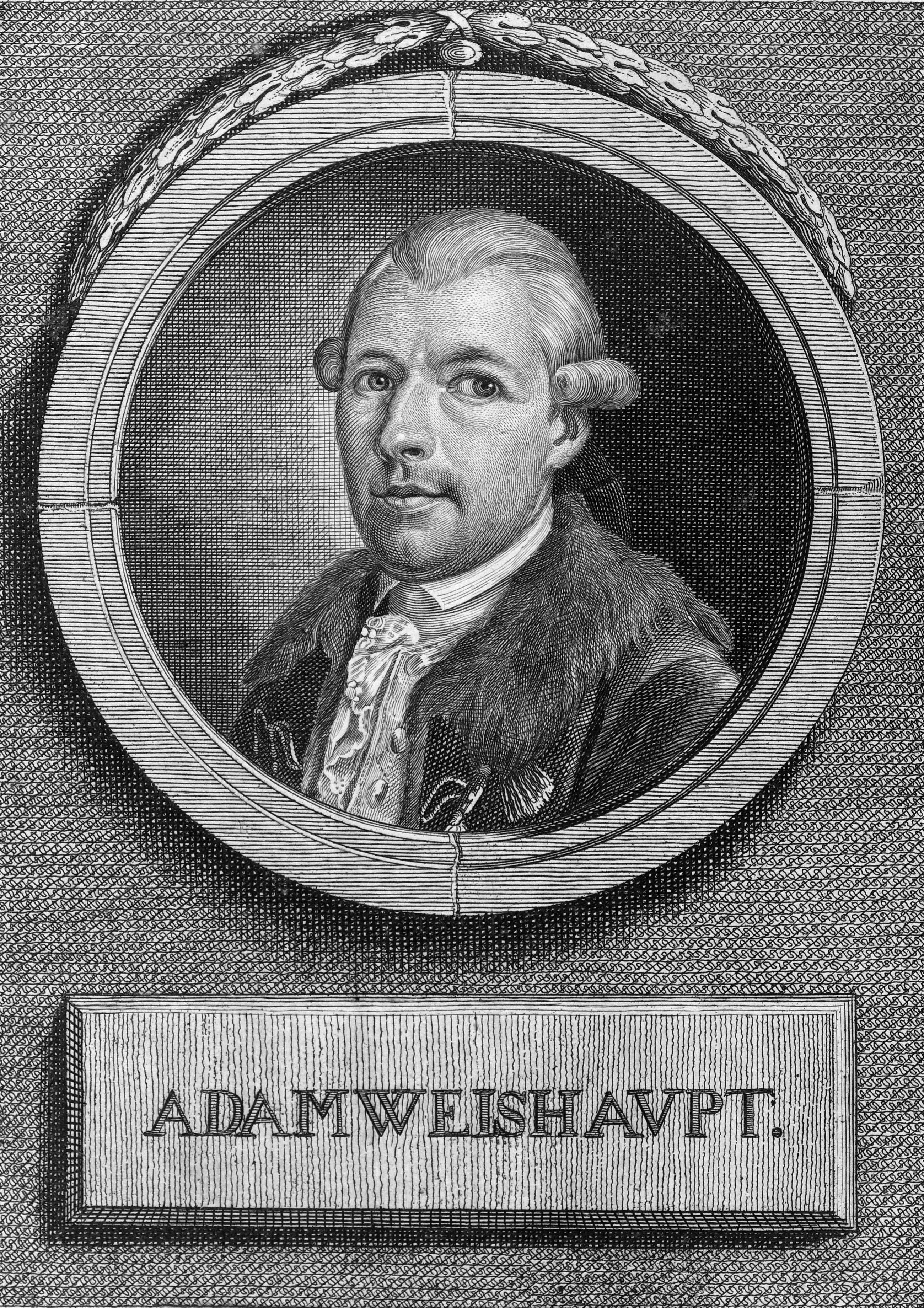
Adam Weishaupt, az illuminátus rend alapítója, teológiatanár, a kánonjog szakértője

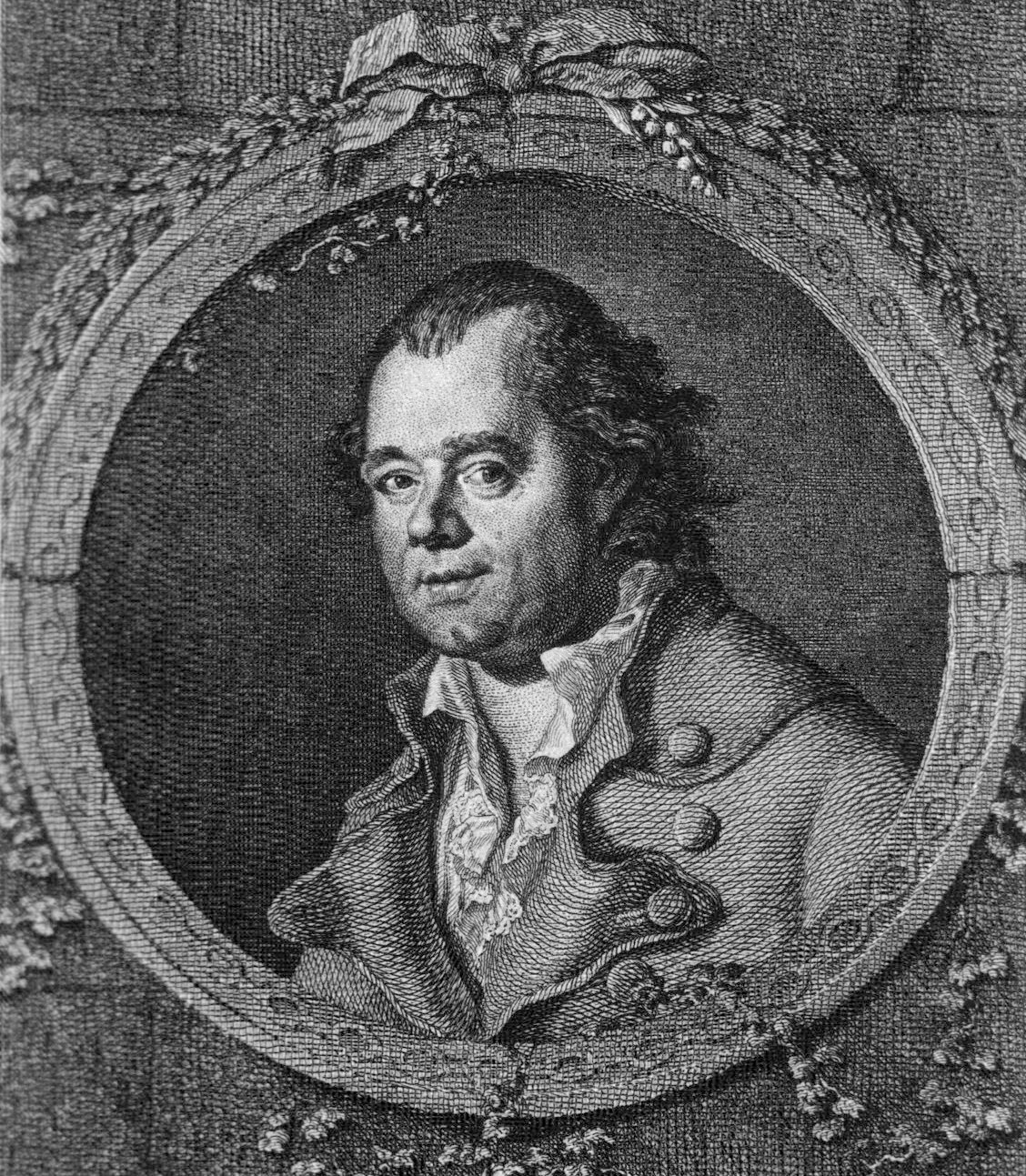
Johann Joachim Christoph Bode halálával az illuminátusokat többé nem lehetett feltámasztani

Az illuminátus rendet (latinul: illuminati, vagyis „a megvilágosodottak”), más néven bajor illuminátusok titkos társaságát 1776. május 1-én alapította Adam Weishaupt ingolstadti filozófus, az egyházjog professzora. A rendet rövid működés után, 1785-ben végleg betiltották Bajorországban, azóta hivatalosan nem aktív.
Célja az volt, hogy a felvilágosodás és az erkölcsi fejlődés révén az ember ember feletti uralmát feleslegessé tegye. Tagjainak erkölcsi fejlődését szigorúan ellenőrizte, és ennek alapján juttatta őket a rend magasabb fokozataiba. A kezdetben csak pár tagot számláló, inkább olvasókörre hasonlító szervezet Adolf Knigge belépésével komoly reformokon ment át. Tagjai a szabadkőműves páholyokba is beléptek, illetve  erre érdemesnek tartott szabadkőműveseket vettek fel. Létszáma fénykorában mintegy kétezer fő lehetett. Működése csúcsán a Német-római Birodalom hetven különböző városában, valamint Svájcban volt bizonyíthatóan jelen.
Magyarországon is bekerültek a rendhez tartozók az államigazgatás egyes vezető beosztásaiba, de páholyt feltehetően nem tudtak alapítani, hisz működésükről egyedül Martinovics Ignác vizionált.
A rend végső céljához, a hatalom forradalom nélküli átvételéhez és az állam működésének új alapokra helyezéséhez sosem került közel. Egyházi nyomásra a rendi államhatalom korlátozta, majd beszüntette működését. A német városokban a szervezet felszámolása egyértelműen sikeres volt. A bajorországi betiltás után Johann Bode Weimarban még tett egy kísérletet a rend életben tartására, de a kedvezőtlen körülmények és halála (1793) végleg lezárta a további működést.
A rend állítólagos továbbéléséről és vélelmezett ténykedéséről számos mítosz és összeesküvés-elmélet alakult ki. Ilyen a francia forradalom kirobbantásának vádja is, miszerint illuminátusok álltak volna a háttérben. Sokan úgy vélik, hogy az illuminátusok szervezetei titokban tovább élnek és még ma is világuralomra törnek, mint ahogy az emberiség szenvedéseit is ők okozták és okozzák máig is.

## Alapítása
Adam Weishaupt (1748–1830) az Ingolstadti Egyetem egyházjog és természetjog professzora első lépésként 1776. május 1-jén, két egyetemi hallgatójával megalapította a Perfektibilisták szövetségét (Bund der Perfektibilisten) (a latin perfectibilis jelentése: a tökéletessé váláshoz képessé tett). A szövetség szimbólumának Weishaupt Minervának, a bölcsesség római istennőjének baglyát választotta. A szellemi hátteret az egyetem intellektuális légköre képezte. Ekkor az egyetem tanári karában többségben voltak az 1773-ban feloszlatott Jézus Társaság egykori tagjai. A még csak huszonnyolc éves, fiatal Weishaupt volt az egyetlen professzor Ingolstadtban, aki ugyan gyermekkorában jezsuita nevelést kapott, de nem volt jezsuita, s emiatt elszigetelődött a tantestületben. Ez az elszigeteltség persze a felvilágosodás iránti lelkesedéséből is adódott. Második lépésként, hogy hallgatóit megvédje a jezsuita intrikák ellen, melyeket mindenütt sejtett, de mindenekelőtt azért, hogy a hozzá csatlakozóknak hozzáférési lehetőséget biztosítson a kor egyházkritikai irodalmához, megalapította a Bölcsesség titkos szövetségét (Geheimer Weisheitsbund), ami kezdetben legfeljebb húsz tagot számláló olvasókör volt csupán.
Weishaupt a szabadkőművesek rendjén belül terjedő misztikus-spirituális rózsakeresztességet egyre erősödő, rossz irányzatnak látta, amellyel – úgy gondolta – meg kell küzdenie. Weishaupt társasága létrehozásának indítékairól a Pitagorasz, vagy megfigyelések egy titkos világuralomról és kormányzási művészetéről (Pythagoras oder Betrachtungen über die geheime Welt- und Regierungskunst) című írásában tudósít:

„ 1776-ban … egy Ecker nevű tiszt Burghausenben megalakított egy páholyt, amely alkímiával foglalkozott és rendkívül széles körben terjedt. A páholy egyik tagja Ingolstadtba jött el, hogy híveket toborozzon és a hallgatók közül a tehetségeseket kiválassza. Választása szerencsétlenségemre épp azokra esett, akiket én magam már kiszemeltem. Elviselhetetlenül kínzó volt számomra a gondolat, hogy ily reményteljes ifjakat elveszítek ennek révén, akiket ráadásul megfertőz ez a járvány, a vonzalom az aranycsináláshoz és hasonló bolondságokhoz. Egy fiatalemberrel, akiben leginkább megbíztam, megtanácskoztam a dolgot. Ő arra bátorított, hogy használjam fel a hallgatók közti befolyásomat, és létrehozva egy társaságot, amennyire lehet, hatékony ellenszert találjak ez ellen a gonosz dolog ellen […]”

A rend első fellendülésére akkor került sor, amikor 1778-ban Weishaupt egykori tanítványa, Pfalz későbbi kormányelnöke, Franz Xaver von Zwack átszervezte.

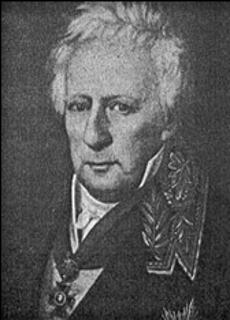
Franz Xaver von Zwack Weishaupt egykori tanítványának portréja

 Weishaupt a Méh rend nevet javasolta, mert az lebegett a szeme előtt, hogy a tagoknak egy méhkirálynő irányítása mellett a bölcsesség nektárját kell gyűjteniük, de mégis az Illuminátusok szövetsége majd végül az illuminátus rend elnevezés mellett döntöttek. A bölcsesség szövetsége így most igazi titkos renddé vált, amely szervezetét tekintve akkor még leginkább a jezsuitákéhoz hasonlított.

## Rövid felvirágzás

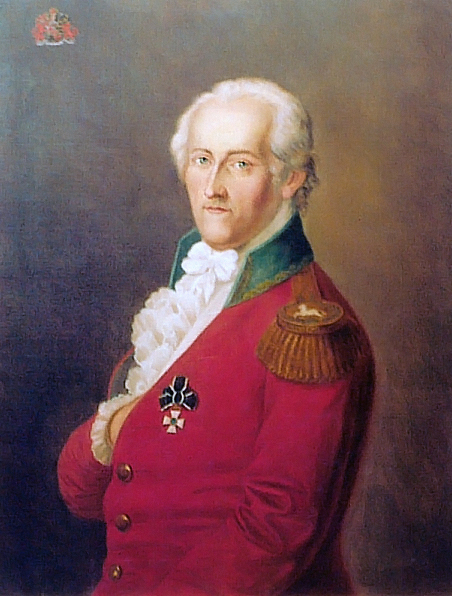
Adolf Knigge, a rend legjobb propagátora

1780-ban Adolf Knigge báró belépett a rendbe, és további átszervezést hajtott végre. Ez a rendnek 1782-ben – amely Weishaupt vallomása szerint ekkoriban „tulajdonképp még igazából nem létezett, csupán az ő fejében” – a szabadkőműves páholyokhoz hasonló struktúrát adott, amelynek vezetői Weishaupt, Knigge és mások voltak, és mint úgynevezett areioszpagosz (elnökségi kollégium) működtek. Erről az új szervezeti struktúráról még lesz szó. Ezzel sikerült az illuminátusoknak a maguk számára számos szabadkőművest megnyerniük, sőt átvenniük teljes páholyok felett az ellenőrzést. A háttere ennek az a válság volt, amelybe 1776 után került a német szabadkőművesség. Akkor omlott össze ugyanis a szabadkőművesség egyik irányzata, az úgynevezett Strikte Observanz. Ez az erősen hierarchikus, magas fokú rendszer magát az 1312-ben felszámolt templomosok utódjának tekintette.
Karl Gotthelf von Hundnak sikerült ezzel az inkább politikamentes, romantikus mozgalommal a német páholyok nagy részét a saját irányítása alá vonni. Éveken át azt állította, hogy kapcsolatban áll az „ismeretlen felsőbbséggel (Unbekannten Oberen)”, ami beavatta őt a szabadkőművesség legmélyebb titkaiba. Amikor azonban Hund báró 1776-ban bekövetkezett halálát követően semmiféle „titkos felsőbbség” nem jelentkezett, nagy lett a tanácstalanság a páholyokban. 1782. július 16-ától szeptember 1-jéig Wilhelmsbadban ülésezett a német páholyok nagy konventje. Ezen a Strikte Observanz dominált. A templomosok rendszerét feladták, kisebbségben maradt az arany- és rózsakeresztesek rendje, amely arra törekedett, hogy a Strikte Observanz örökébe lépjen. A nagy konventen fellépő két prominens illuminátus, Knigge és az egyértelműen radikális felvilágosító Franz Dietrich von Ditfurth magukhoz ragadták a szabadkőműves rendek eszmei irányítását. Sőt, sikerült megnyerniük Johann Joachim Christoph Bodét is, aki a Strikte Observanz egyik vezető személyisége volt.

## Válság és betiltás
Az elkövetkező időben a tagok száma gyorsan növekedett, de ez a siker a vég kezdetének bizonyult: Knigge úgy látta, nem eléggé becsülik meg a rend megerősítése érdekében végzett munkáját, és egy levelében azzal fenyegetőzött, hogy a rend titkait elárulja mind a jezsuitáknak, mind a rózsakereszteseknek. Ezzel csak megerősítette Weishaupt bizalmatlanságát, akinek komoly gondot okozott, hogy Karl von Hessen és Ferdinand von Braunschweig, valamint Ernst von Sachsen-Gotha és Carl August von Sachsen-Weimar hercegekkel Knigge és az ugyancsak nagyon aktív Bode támogatói kerültek be a rendbe. W. Daniel Wilson amerikai germanista véleménye szerint Carl August és titkos tanácsosa, Goethe csak azért lépett be, hogy a rendet kiismerjék, tehát ennek a bizalmatlanságnak valós alapjai lehettek.
Ezek után a nézetkülönbségek oly mértékben kiéleződtek Weishaupt és Knigge között, hogy az már a rend szétesésével fenyegetett. 1784 februárjában emiatt egy „kongresszusnak” elnevezett kvázi békéltető bíróságot hívtak egybe Weimarba, amelyen többek közt Goethe, Johann Gottfried Herder és Herzog Ernst von Sachsen-Gotha is részt vett. Itt Knigge számára teljesen meglepő döntés született. A kongresszus szerint ugyanis a rend mindkét vezető személyiségének fel kellene adnia hatalmi pozícióit, és teljesen új areioszpagoszt kellene felállítani. Ez akkor reális kompromisszumnak tűnt, bár előre látható volt, hogy a rend alapítói az areioszpagosz formális elnöklése nélkül is befolyásosak maradnak. Mindez Knigge számára egyértelmű vereséget jelentett. Megegyeztek abban, hogy a dolgot titokban tartják, és visszaszolgáltatják a rend náluk levő iratait, Knigge pedig el is hagyja az illuminátus rendet. Knigge a továbbiakban teljesen elfordult a „divatos bolondságtól”, nem kívánta többé titkos társaságok segítségével megjavítani a világot, Weishaupt pedig a maga részéről átadta a rend vezetését Johann Martin Graf zu Stolberg-Roßlának.

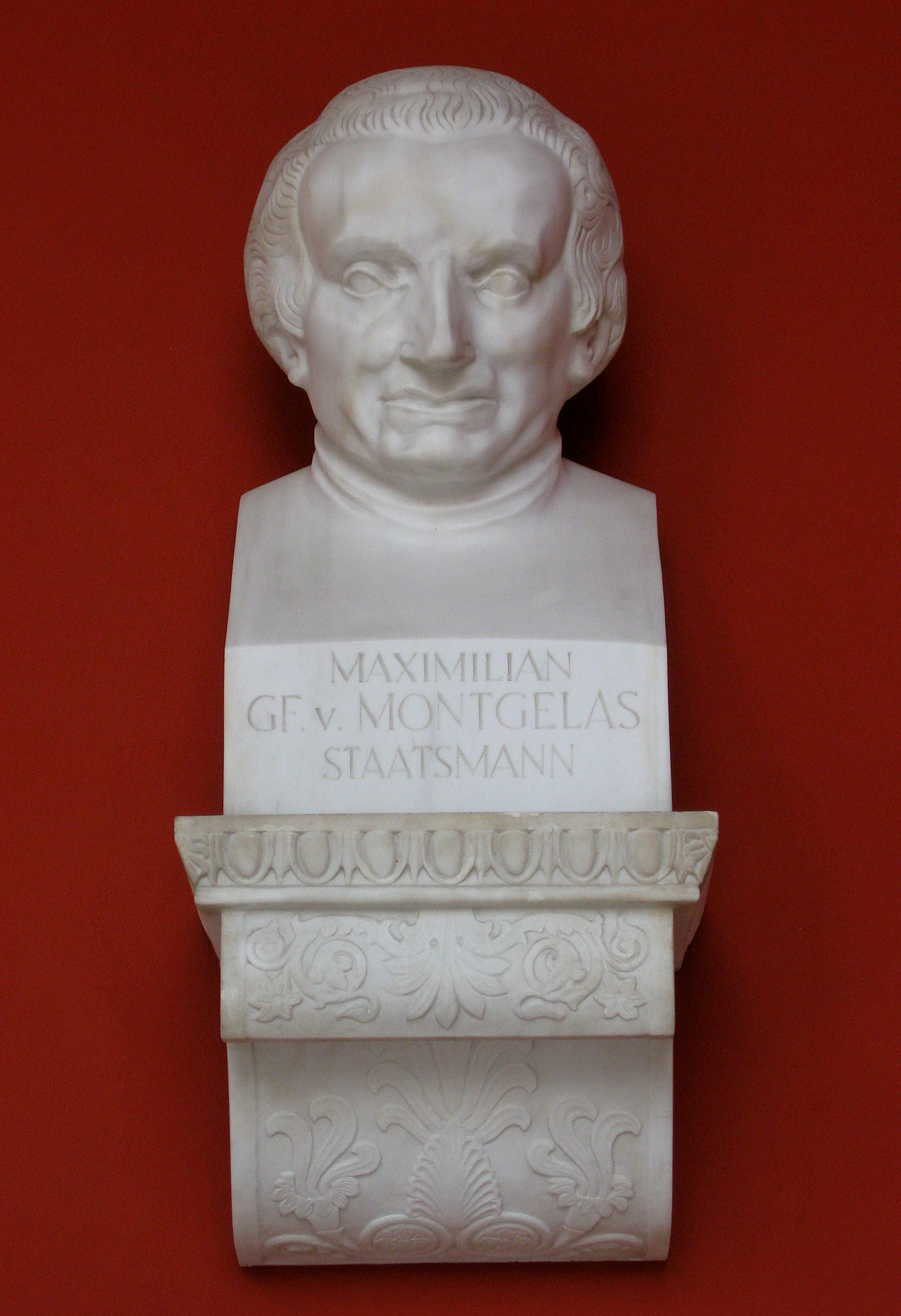
Maximilian von Montgelas államminiszter - az illuminátus szervezetek feloszlatója - mellszobra

Bajorországban a titkos társaságok, a belső meghasonlás közepette, felhívták magukra a vezető körök figyelmét. Ezek számára a felvilágosodás eszméit terjesztő titkos rendek gyanúsak voltak, hiszen azt tűzték ki célul, hogy a fennálló rendet megváltoztatva „az ész államát” hozzák létre a közhivatalok behálózásán keresztül. Következésképpen 1784. június 22-én Karl Theodor választófejedelem betiltott minden olyan „közösséget, társaságot és kapcsolatait”, amelyek nem az ő „választófejedelmi engedélyével” alakultak meg.
1785. március 2-án páter Frank, báró Kreittmayr kancellár, a rózsakeresztes Törring báró és az udvar más embereinek nyomására egy további rendelet követte ez előbbit, ami ezúttal néven nevezve az illuminátus és a szabadkőműves rendeket mint hazaárulókat és valláselleneseket betiltotta. A házkutatások során a rend különféle iratait lefoglalták, melyek további bizonyítékokat tartalmaztak radikális céljaikról. 1785. július 20-án a Weishaupttal sétáló páter Lanz villámcsapás áldozata lett Regensburg mellett egy viharban, s a baleset hivatalos kivizsgálása során megtalálták a rend tagjainak névsorát Lanz szálláshelyén, a ruháiba varrva. Ez komoly riadalmat keltett a renden belül. (Amint Engel hivatkozott munkájában írja, a levél másolata 1906-ban Drezdában az Állami Levéltárban volt „Akt 30150” számmal ellátva. A levél eltűnt.) Ugyanebben az évben VI. Piusz pápa két, a freisingi püspöknek írt (1785. június 18-i és november 12-i) levelében a katolikus hittel össze nem egyeztethetőnek deklarálta a rendhez tartozást.
A rend tagjainak az 1784–85 évi tilalmak kapcsán folytatott zaklatása mégis keretek közt maradt. Voltak házkutatások és elkobzások, néhány tiszt és udvari tanácsos elveszítette állását, a rend bizonyos tagjait kiutasították az országból, de senkit sem börtönöztek be. Weishauptot magát, akiről senki sem tudta, hogy ő volt a rend alapítója, gyanúsították ugyan, de sikerült elmenekülnie. Előbb Regensburg szabad birodalmi városba, majd 1787-ben Gothába ment, ahol Ernst herceg udvari tanácsosa lett. Itt jó fizetést kapott, és a rend további sorsával már nem foglalkozott.
A bajor kormány 1787-ben a rend 1786-ban és 1787-ben lefoglalt dokumentumait és levelezését közzétette, és szétküldte az európai uralkodóknak.
1785 áprilisában Stolberg-Roßla gróf a rend vezetőjeként hivatalosan szüneteltette – ideiglenesen felfüggesztette – a rend működését. Bode ekkor Weimarban próbálta a szövetséget továbbra is életben tartani. Megpróbált utódszervezeteket létrehozni, ilyen lett volna a Minerva tanítványainak temploma és A láthatatlan barátok rendje, azonban 1790-ben abba kellett hagynia erőfeszítéseit a forradalmak évének erősen illuminátus-ellenes légkörében. A történelemkutatásban általánosan elfogadott az az álláspont, hogy az illuminátus rendet sikerült felszámolni, Bode 1793-ban bekövetkezett halála pedig azt jelentette, hogy a rend feltámasztásának utolsó lehetősége is elveszett.
Karl Theodor választófejedelem rendeleteinek közzététele kiváltotta az első, illuminátusokhoz kapcsolódó hisztériát, mindenütt a radikális felvilágosító titkos szövetség tevékenységét gyanították. A második, lényegesen nagyobb hulláma ennek a hisztériának a francia forradalom után következett, amikor a jakobinusoktól és az illuminátusoktól való félelem egyetlen rémisztő fantazmagóriává olvadt össze.
Ebben a hangulatban Maximilian von Montgelas bajor államminiszter – aki korábban maga is illuminátus volt  – 1799-ben, közvetlenül a hivatalba lépésekor rendeletileg az összes titkos társaságot feloszlatta Bajorországban.
Hogy mennyire erős volt a francia forradalom időszakában a misztikus, titokzatos titkos társaságok hatása, az tetten érhető a kor különféle irodalmi műveiben, kezdve Friedrich Schiller Geisterseher (Kísértetlátók)jától (1787–89) Jean Paul Die unsichtbare Loge, Láthatatlan páholyán át (1793) egészen Johann Wolfgang von Goethe Der Groß-Cophta (A Nagy Kofta) (1792)  és a Torony-társaságig a Wilhelm Meister tanulóéveiben (Wilhem Meisters Lehrjahre, 1796).

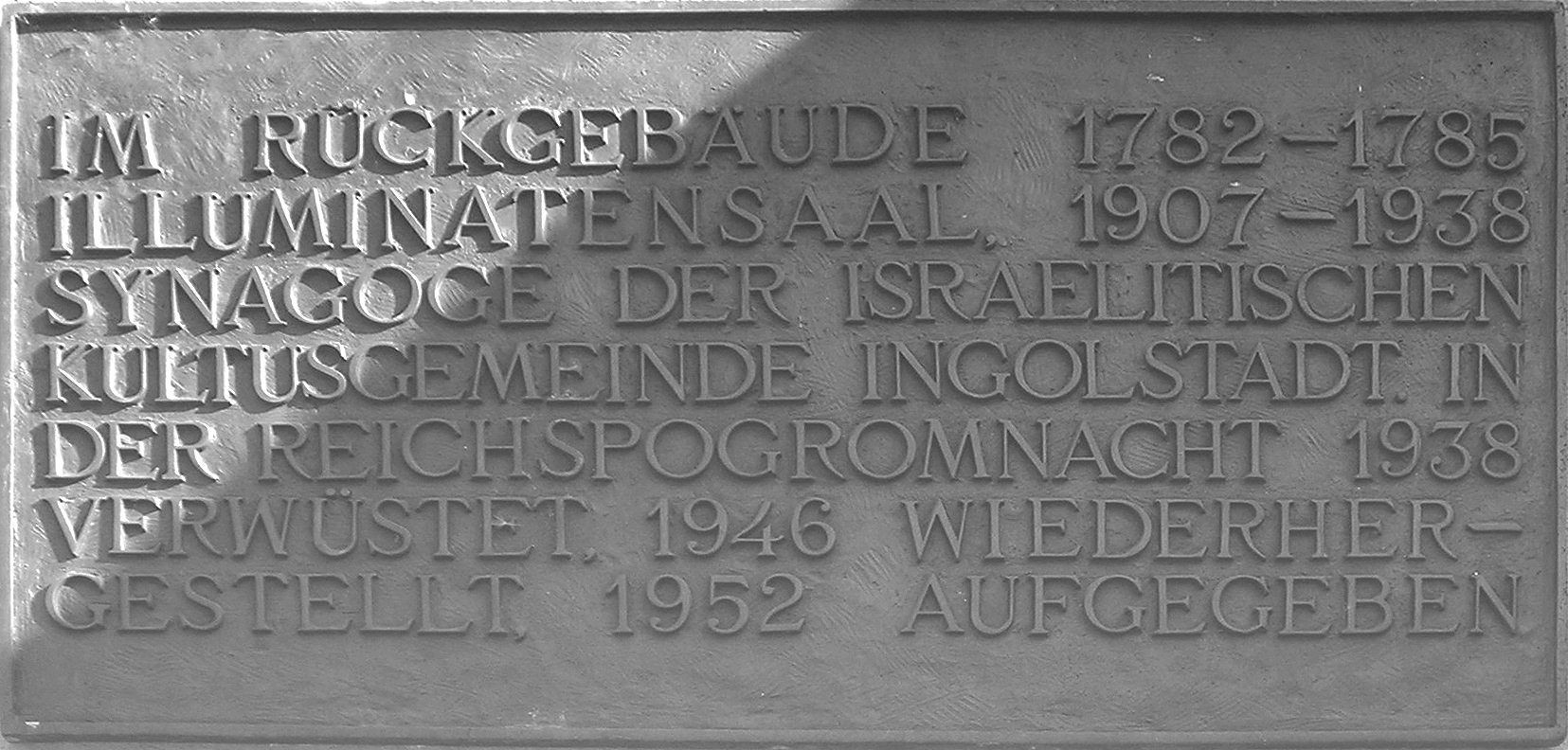
Emléktábla Ingolstadtban

Ma Ingolstadtban már csak egy emléktábla utal a titkos társaságra a Theresienstraße 23. alatt, a város egyik sétálóutcájában levő épületen, amelyben egykor az illuminátus rend gyűlésterme volt.

## Céljai

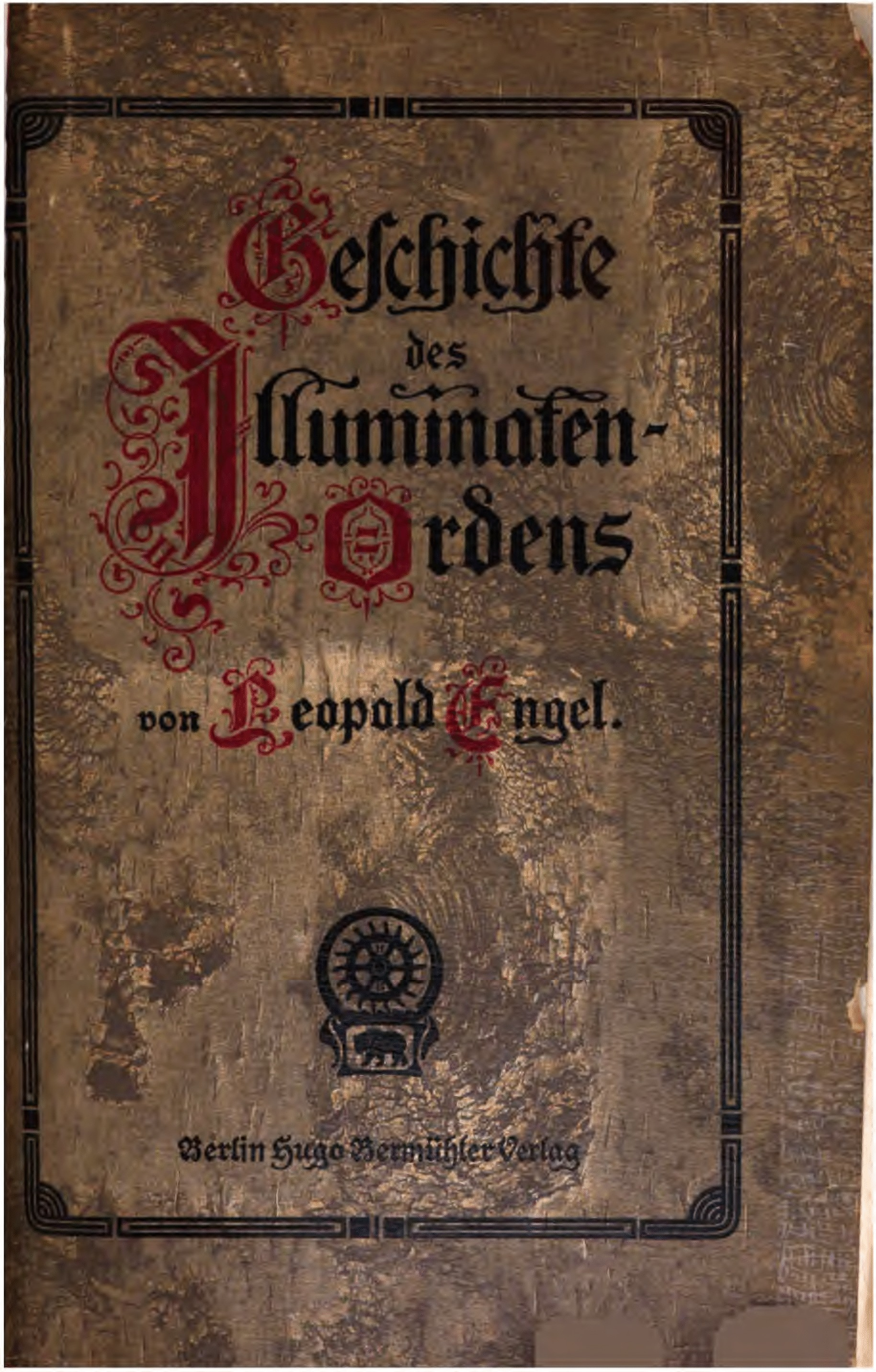
Leopold Engel: Az illuminátus rend története. (Geschichte des Illuminaten-Ordens) című művének címlapja (1906)

Csak akkor lehet megérteni az illuminátus rend létrejöttét és célkitűzéseit, ha figyelembe vesszük Bajorország politikai és szellemi fejlődését a felvilágosultnak számító III. Miksa bajor választófejedelem uralkodásának vége felé.

Az illuminátus rend teljesen elkötelezte magát a felvilágosodás eszméi mellett. El akarták távolítani a hatalom közeléből a jezsuitákat, meg akarták szüntetni a befolyásukat. Fel akarták szabadítani a politikát a zsarnokság és a babonák uralma alól, alapjait a katolikus hagyományoktól független, humánus kozmopolitizmusban keresték. Ahogyan Weishaupt tanítványa, Mennenhofen megfogalmazza:

„… az erkölcsöt a megélt életbe bevezetni, ott körforgásba hozni, gyakorlását megkönnyíteni, valamint egy folyamatosan működő akadémiát megalkotni, hogy így semmilyen ismeret ne menjen veszendőbe.”

 A cél így a világ és a rend tagjainak jobbá és tökéletesebbé tétele (innen származott a régi név: perfektibilisták). Weishaupt 1782-ben a beszédem a felvételre váró illuminatos dirigentesekhez címmel ezt írja:

„Tehát az ami általános szabadságot kíván bevezetni, az az elterjedt általános felvilágosodás: mégis a felvilágosodás nem csupán szavak és tények ismerete, nem absztrakt, spekulatív, elméleti ismeretek elsajátítása, melyek csak a szellemet fújják fel, de a szívet jottányit sem javítják.”

Weishaupt számára az oktatás volt az elsődleges eszköz a szabadság eléréséhez, és nem csupán az ismeretek gyakran felszínes továbbadása, hanem inkább a nevelés, a szív képzése, az erkölcsösség. Ez utóbbinak kellene az egyes embert képessé tenni az önuralomra, amely feleslegessé tenné az uralom más formáit, nevezetesen az uralkodó hercegek „despotizmusát”, valamint azt a szellemi despotizmust, amit a katolikus egyház gyakorol. Tehát az „erkölcs hadserege” szerinte előfeltétel és egyben az út is, amely a szabadok és egyenlők társadalmához vezet, hercegek és egyház nélkül – ez az anarchizmushoz nagyon közelálló libertariánus utópia.
Eltérően a 19. századi militáns anarchistáktól, a felvilágosodottak azt gondolták, erőszak nélkül is elérhető a céljuk, az uralom nélküli társadalom. Ahogyan azt Weishaupt a fent idézett beszédében megvilágította, az volt a véleménye, hogy a történelem az ő oldalán áll. Visszautalt olyan gondolkodókra, mint például Joachim von Fiore, akinek a három korszakból álló történelemfilozófiáját így ismertette: „az emberiség gyermekkorában” sem tulajdon, sem hatalmi törekvések nem voltak. Ezek „az ifjúság szakaszában” jelentek meg az első államok megjelenésével, melyek azonban egyre inkább a „despotizmus” felé csúsztak el. Ez maga kelti fel a vágyat az uralom nélküli elveszett paradicsom után: „Magának a despotizmusnak kell eszközzé válnia, hogy a szabadsághoz vezető utat megvilágosítsa” – írja Weishaupt dolgozatában, amit rendje úgynevezett misztériumosztálya számára írt meg. Az emberi faj „érett korában” a despotizmust az általa gerjesztett szabadságvágy erőszak nélkül meghaladja a felvilágosításon és az ennek révén elsajátított önuralmon keresztül.
E felvilágosodást elterjeszteni és az emberiséget az „ígéret földjére” visszavezetni a „titkos bölcsességiskolák” feladata. Ezek Weishaupt szerint egy szellemi örökség ívét hozzák létre az őskereszténységtől egészen a szabadkőművességig. Habár a szabadkőműves páholyok addigra politikamentessé váltak, de álcaként szolgálhatnák az illuminátus rendet. Végül majd „a szétesés ideje” új ciklus kezdetévé lesz. Ebben a történelemszemléletben keveredik a középkori chiliazmus és az újkori utópia, a megváltott világról szóló, még nem modern prófécia és a modern prognózis, hogy hogyan is lehet ezt elérni a saját cselekvésünkkel. Weishauptnak két ellentétes üzenete van: egyrészt kvietizmust prédikált, ami a rend tagjait minden, a történelem előrehaladásában betöltött felelősségük alól feloldozza; másrészt viszont felforgató aktivitást követelt, amely a fennálló uralmi rendszert kívánta aláásni. Hogy e két aspektus közül melyik a fontosabb, azt függőben hagyta. Előbb arról szólt, hogy nem kell többet tenni, csak kivárni, mert az abszolutisztikus despotizmus ideje magától lejár belső okokból következően. Később viszont azt állítja, hogy a felvilágosodottak egyedül tevékenységük révén, sőt már puszta jelenlétükkel is közrehatnak a despotikus uralmak megszüntetésében. Az abszolutisztikus uralom megszüntetéséhez így nem forradalom útján jutnának el, hanem a személycserék révén: azaz az abszolutisztikus állam kulcspozícióiból egyre többet kell elfoglalni, fokozatosan elérni az állam feletti kontrollt. Weishaupt nem világította meg utópiájának végső stádiumait, nem tudjuk, hogy az államnak végül meg kellett volna szűnnie, vagy csupán az illuminátusok általi ellenőrzése lenne totális.

## Szervezete
A német felvilágosodás fejlődésének kései szakaszában három döntő előrelépés volt, ami az illuminátus rendnek ebben betöltött szerepe és jelentősége nélkül nem érthető. Az illuminátus rend egyike volt a felvilágosodás során kialakult modern nyilvánosság számos társaságának és egyesületének, ahogyan azt Jürgen Habermas A társadalmi nyilvánosság szerkezetváltozása (Strukturwandel der Öffentlichkeit) című tanulmányában leírta. Míg a rendi társadalom reprodukcióját az egyházi és az uralkodói körök biztosították, addig felvilágosodás társaságai és egyesületei lehetőséget adtak a rendi határokon átnyúló kapcsolatok kialakulására. A társadalmi osztályok és rétegek közeledése valósult meg az olvasókörökben, különféle jótékonysági egyesületekben (példaként Hamburgban a Hazafias Társaságban), szabadkőműves és rózsakeresztes páholyokban, vagy éppen az olyan titkos társaságban, mint az illuminátus rend, a résztvevők közötti, legalábbis elvi egyenlőség alapján.
A társulásoknak más formáihoz képest az illuminátus rendnek volt explicit politikai programja, míg a szabadkőműveseknél mind a mai napig tilosak a vallási, hitbéli vagy pártpolitikai viták. A szabadkőművesek megvallhatják a hovatartozásukat, és emiatt nem kifejezetten titkos társaságok, az illuminátusok ezzel szemben ezt nem teszik. Bár átvettek szabadkőműves struktúrákat, mint például a páholyokba szerveződést és a hierarchikus fokozatokat, mégsem tartoztak a szabadkőművességhez. Nem tagozódtak be az országos szintű szabadkőműves szervezetekbe, a nagy páholyokba. A szabadkőművesektől és a rózsakeresztesektől elsősorban a célkitűzésben, a racionalitás szintjében, a titkosságban és az abszolutisztikus rendszerrel szembeni ellenzékiségben különbözött az illuminátus rend.
Knigge a reformjai során, a szabadkőművesség hatékony befolyásolása érdekében, a tőlük származó struktúrába szervezte az illuminátus rendet. Fantáziadús rendi fokozatokat alkotott, amelyek mindegyikéhez saját beavatási szertartás és saját „titkok” tartoztak, amelyeket a fok várományosának az avatás során árultak el, pl. „növényi csemeték iskolája”, ami a kezdőt kívánta bevezetni a páholy és a titkok természetébe, a novícius, a minerval (a név a bölcsesség római istennő, Minerva nevéből származik) és az illuminatus minor (latin = kis illuminátus) rendi fokozatokból állt. A szabadkőművességet idéző „kőműves osztály” fokozatai az inas, segéd, mester, illuminátus maior (latin = nagy illuminátus) és illuminatus regens (lat. irányító illuminátus). A „misztérium osztály” a rend koronája, a pap, régens, mágus és király fokozatokból állt. Ez utóbbi számára a rend rövid fennállása alatt még nem volt elég idő az előírások és rítusok kidolgozásához.
A tagok toborzásában segített a misztifikálás. Mindegyikük kapott a beavatásakor egy titkos nevet, vagy másként harci nevet (franciául: „nom de guerre”), ami általában nem keresztény, de legalábbis nem ortodox eredetű volt. Weishaupt önmagának jellemzően az antik rabszolgafelkelés vezérének Spartacusnak a nevét választotta, Knigge Alexandriai Philón zsidó filozófus nevét, míg Goethe Abarisz szkíta mágus nevét kapta. A földrajzi neveket is titkos nevek helyettesítették (München például Athén, Tirol Peloponnészosz, míg Frankfurt az Edessza és Ingolstadt az Eleuszisz nevet kapta); sőt maga a keltezés is titkos, perzsa nevű hónapneveket tartalmazott, időszámításuknak a kezdete pedig i. sz. 632. volt.
Minden felvilágosultnak szellemi vitát kellett folytatnia a névadó patrónusával, sőt ezen felül havonta kötelező irodalmat kapott a rendbéli elöljárójától, amiben a felvilágosító és deista művek egyre nagyobb szerepet kaptak. Ezen kívül köteles volt szellemi és erkölcsi fejlődését Quibuslicet-füzetekben (a latin kifejezésből: quibus licet – kinek szabad [kiegészítendő: ezt olvasnia]) rögzíteni. Helytelen viselkedés esetén, vagy ha nem érték el az előírt haladást, a rend vezetője úgynevezett „reproche-cédulával” (francia szó, reproche: megrovás) büntetett.
Bár a tagok egy-egy fokozaton belül egyenlőek voltak, az egyes fokozatok közti különbség a hierarchiában nyilvánvaló volt. Ezt már maga az eskü is mutatta, amit minden beavatandó letett:

„Hallgatok a rend dolgairól, és töretlen hűséget, engedelmességet fogadok valamennyi elöljárómnak és betartom a szabályainkat.”

A szigorú hierarchiát kiegészítette a rend ezoterikus struktúrája, azaz, hogy az új tagok nem tudhattak a rend valódi céljairól, ezzel kapcsolatban félrevezették őket. A novícius még azt hallotta, hogy a rendnek egyáltalán nem célja:

„a világi vagy szellemi vezetés hatalmának aláásása, a világ feletti hatalom átvétele és így tovább. Akik ezt feltételezik társaságunkról, vagy ezt várták el tőlünk, azok igencsak becsapták önmagukat.”

Ez cinikus hazugság volt persze. A rend legmagasabb szintjére eljutókat ugyanis a „minden titkok legnagyobbikába” avatták be:

„Az oly erősen sóvárgott, oly sokszor hiábavalóan keresett művészet, uralkodni az emberek felett, őket a jóra rávezetni […] és utána minden olyat bevezetni, ami az emberek számára mindeddig csak álom volt, és csak a legfelvilágosultabbak számára tűnt lehetségesnek.”

– Reinhart Koselleck, Kritik und Krise.

Az illuminátus rend legmélyebb titka, arkánuma az volt, hogy a jövőben a saját erkölcsi uralmi rendszerüket – amit a renden belül már gyakoroltak – kiterjesztik a világ egészére.
Az alacsonyabb fokozatú tagoknak ezt a becsapását és a vezetés túlzott szigorát, merevségét a renden belül is hamar bírálni kezdték. Ez pontosan annak volt köszönhető, ami Weishaupt célja is volt: az individuumot önnevelésre sarkallni és a rejtett vezetés révén tökéletessé tenni. Ez utóbbi elérésének feltétele volt valamennyi titkuk tökéletes ismerete. E módszereket láthatóan legádázabb ellenségétől, a jezsuita rendtől vehette át, így a szolgai engedelmességet, az óvatos, de annál hatékonyabb, a gyónáson keresztül érvényesülő irányítást. A rend az ellenfelével dialektikus összefonódásban maradt, amint azt Agethen, az illuminátus rend kutatója megállapítja: azért, hogy az egyént az egyház szellemi és lelki uralma alól felszabadítsa, a lelkiismeret vizsgálatának jezsuita módszereit alkalmazta; hogy a felvilágosodás és a józanság győzedelmét elősegítse, egy sok fokozatból álló misztikus rendszert alkotott, amely a rózsakeresztesek rajongó irracionalizmusára emlékeztetett, és annak érdekében, hogy az emberiséget végül az uralkodók despotizmusától megszabadítsa, a tagjait pszichotechnika alkalmazásával totális ellenőrzés alá vonta.

## Tagjai
Az 1780-as évek elején sikeres volt az illuminátus rend: a Német-római Birodalom hetven különböző városában 1500–2000 tagja volt, akiknek mintegy harmada egyben szabadkőműves is volt. Főként Bajorországban és a türingiai kis városokban, például Weimarban és Gothában működtek; a birodalmon kívül csak Svájcban voltak bizonyíthatóan jelen. Eberhard Weis német történész megvizsgálta a rend társadalmi összetételét, és arra az eredményre jutott, hogy a tagok harmada a nemességből jött, és legalább 12 százalék pap volt. Csaknem 70 százalékuknak volt felsőfokú végzettsége, a kézművesek aránya a maga 25 százalékával jóval meghaladta a kereskedők 10 százalékát. Túlnyomó többségük, 75 százalékuk hivatalnok, tiszt, vagy más állami szolgálat tagja volt, ami érthető, ha figyelembe vesszük a rend célját az állam behálózásával kapcsolatban. Weishaupt 1787-ben büszkén közölte, sikerült Bajorország hivatalnokainak több mint a tizedét beléptetni a rendbe. Egyértelműen kezükben volt a bajor cenzúratanács, amely 1784-ig, a választófejedelem közbeavatkozásáig csaknem kizárólag illuminátusokból állt. A hivatal gyakorlata ennek felelt meg: exjezsuiták írásait és más felvilágosodás ellen írt, vagy egyházi műveket, sőt még imakönyveket is betiltottak, ellenben támogatták a felvilágosító irodalom megjelenését.
A kezdeti siker azonban nem fedheti el azt a tényt, hogy az illuminátusok zömükben közepes szellemi színvonalú felsőfokú végzettségűek voltak, akik talán épp amiatt léptek be tömegével a rendbe, mert attól a karrierépítésükben előnyöket vártak. Ez a reményük mindenképp összhangban állt Weishauptnak az állam behálózását célzó koncepciójával, még akkor is, ha ez a koncepció rejtve is maradt az új tagok előtt. A rend a tulajdonképpeni célját nem érte el, azaz nem vált a társadalom intellektuális és politikai elitjévé. Ha eltekintünk a már említett kivételektől (Goethe, Herder, Knigge), akkor azt látjuk, hogy a kései német felvilágosodás tényleg jelentős képviselői vagy teljesen távol tartották magukat (Schiller, Kant, Lessing, de Lavater is, akit Knigge hosszan és hiábavalóan kapacitált), vagy ha Friedrich Nicolaihoz hasonlóan beléptek, akkor gyorsan távoztak, mert csalódottak voltak a rend rideg struktúrája miatt. Arról egyáltalán nem lehet beszélni, hogy „a könyvkukac Weishaupt és társai, úgyis mint jó, vagy nevetséges értelemben vett utópisták” részéről a bajor államot valódi fenyegetés érte volna, mégis „a régi hatalmasok kihívása természetesen még ebben a szelíd formájában is túl erősnek számított”.

## Illuminátusok Magyarországon
„A korszak politikai történetével, mozgalmaival foglalkozó irodalom utal arra, vagy pontosabban határozottan állítja azt, hogy a magyar szabadkőművesek tekintélyes csoportja az illuminátusok közé tartozott.” A szabadkőművesek többsége és az ismert illuminátusok jozefinisták voltak, segítették II. József felvilágosult reformjait kidolgozni és megvalósítani. Ilyen volt például Gottfried van Swieten báró és Joseph von Sonnenfels báró a császár közvetlen környezetéből. Van Swieten a rend betiltása után Bajorországból menekülni kényszerülő illuminátus értelmiségieket szívesen fogadta, s mint a tanulmányi és udvari könyvvizsgáló bizottság elnöke például Deling Jánost a pécsi, Kreil Antalt (szabadkőműves főmester) a pesti egyetem tanárává nevezte ki. A nagy hatalmú bizottságban Sonnenfels volt a cenzúraügy előadója, akinek magyar vonatkozásokban a szintén illuminátus Pászthory Sándor segédkezett.
A hazai illuminátusok közé a bajor menekülteken kívül a magyar nemesség és főnemesség legkiválóbb tagjai közül tartoztak néhányan; ők vagy európai útjaikon, vagy a Born Ignác lovag vezette bécsi „Igaz Egyetértéshez” illuminátus vezetésű szabadkőműves páholyon keresztül léphettek be.
A következő személyekről tudott dolog, hogy illuminátusok voltak: Pálffy Károly gróf (szabadkőműves nagymester), Bánffy György gróf (szabadkőműves nagymester), Podmaniczky József báró (szabadkőműves főmester), Forgách Miklós gróf főispán, Balogh Péter kúriai bíró, Berzeviczy Gergely közgazdasági író, evangélikus egyházkerületi felügyelő.
Kazinczy Ferenc szabadkőműves társának, Aranka Györgynek írt levelében lelkesedett az illuminátusokért, bár saját maga nem volt a rend tagja:

„Hallottál-é valamit az Illuminatusok felől? Ezek az emberek Bécsben is dolgoznak, még pedig nagyon. Az ő tzélok a'mennyire sejdíthetem, (mert hogy én soha nem vétettem fel közzéjek, arról esküszöm néked a Mindenható Építő Mester előtt!) volt evertere superstitionem, opprimere Tyrannismum, benefacere. [a babona felszámolása, a zsarnokság összeroppantása, jócselekedetek] – Nem ez é az élet leg-édesebb boldogsága?”

II. József Bajorországra is ki akarta terjeszteni uralmát, s ezt a szabadkőművesség és az illuminátus rend segítségével próbálta elérni. Mivel ezek nem tudták támogatni elképzeléseit, számára értéküket elvesztették, és bajorországi betiltásuk után ő is korlátozta tevékenységüket.
II. József halála után Martinovics Ignác, mint az új uralkodó, II. Lipót titkos ügynöke, több jelentést is írt az illuminátusok tevékenységéről. Életrajzírója, Mályusz Elemér szerint ezek java része kitaláció, írójuk saját személyének fontosságát akarta fokozni velük. Berzeviczy Gergely hagyatékában fennmaradt egy illuminátus szellemiségű szervezet szabályzata (Norma Unionis [Norma Unió]), de ez sohasem jött létre, tervezet maradt.

## Mítoszok és összeesküvés-elméletek

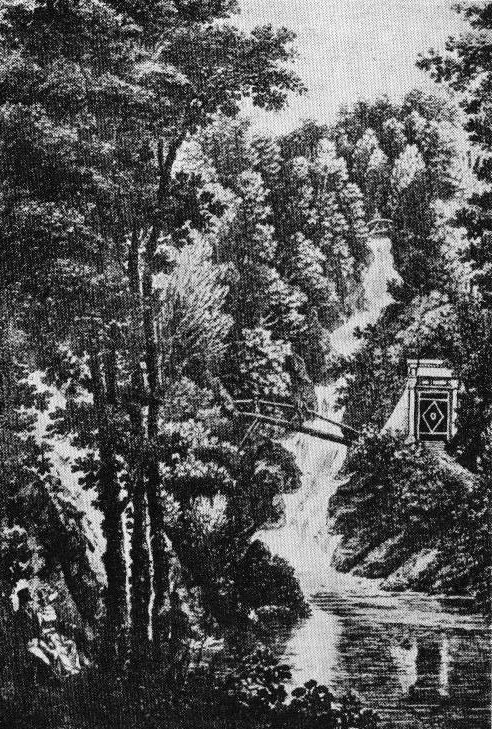
Az Illuminátusok barlangja Aigennél (ma Salzburg része). Példa az illuminátus rend idealizálására a Sturm und Drangban

Az illuminátusokkal kapcsolatos mítoszképződést talán a legjellemzőbben a villámcsapásos történeten keresztül mutathatjuk be. Weishaupt 1787-ben kiadott Kurze Rechtfertigung meiner Absichten (Céljaim tömör igazolása) című művében azt írja, hogy „Amikor boldogult barátomat, Lanzot 1785-ben Regensburgban agyonütötte közelemben a villám, alkalmam lett volna megjátszanom a bűnbánó képmutatót és ezzel megszerezni üldözőim bizalmát”.  Barruel abbé ezt kissé átigazítva így közli a Mémoires pour servir à l’histoire du jacobinisme (Emlékiratok a jakobinizmus történetéhez) című könyvben: „Weishaupt rendi misztériumok leírását és összeesküvési terveket küldött volna Sziléziába egyik követőjével, egy Lanz nevű hitehagyott pappal, s amikor éppen végső utasításait adta neki, az illetőt egy villám halálra sújtotta. Az összeesküvők ijedtségükben nem tudták elrejteni az elhunyt papírjait a hatóságok elől, amelyek újabb indítékot adtak Bajorország bíróságának a Weishaupttal kapcsolatban levők utáni nyomozásra”.
Nesta Webster változata: „Egy Lanze nevű evangélikus prédikátor, az Illumináti tagja, 1785 júliusban megbízatást kapott, hogy menjen Sziléziába, azonban útközben agyonütötte a villám. A rend utasításait találták nála, amelyek világosan felfedték a bajor kormány előtt az Illumináti áskálódásait”.
A későbbiekben egyre több változata született meg a legendának. Néhány variáció a névre: Lanz, Lanze, Lang; a helyszínre: Regensburg, Lanz kertje, a városon kívüli erdő , útban Szilézia felé, útban Franciaország felé; a körülményekre: sétálgatás közben, sétalovaglás közben; az iratok helyére: a halott testén levő ruhában , a halott szállásán levő ruhában, a ló (és lovas) villámcsapástól szénné égett testén épen maradt nyeregtáskában.
Annak ellenére, hogy a bajor kormány 1787-ben nyilvánosságra hozta az illuminátusokkal kapcsolatos vizsgálatok iratait, ennek az esetnek semmi nyoma ezek között.
A mai napig számos összeesküvés-elmélet hirdeti, hogy az illuminátusok a betiltásukat követően továbbra is tevékenykedtek, és minden nem örvendetes eseményért ők a felelősek.
Igen kedveltek azok az elméletek, amelyek azt állítják, hogy illuminátusok működtek az Amerikai Egyesült Államok létrejöttében. Ez már csak az időbeli eltérés miatt is lehetetlen, ugyanis az amerikai függetlenségi háború már 1775-ben elkezdődött, jóval a rend alapítását megelőzően.
Nem utolsósorban az illuminátus rendet tették felelőssé a francia forradalom kirobbanásáért. Ez a gyanú először 1791-ben bukkant fel, Jacques François Lefranc, francia pap a Le voile levé pour les curieux ou les secrets de la Révolution révéles à l’aide de la franc-Maçonnerie című könyvében (megközelítő fordításban: A fátyol a kíváncsiak számára fellebbent, avagy a forradalom megismert titkai a szabadkőművesség segítségéről). A vád nagy elterjedtsége mégis két más szerzőnek köszönhető, akik röviddel később terjedelmes műveket alkottak a francia forradalom okairól: Barruel abbé egykor volt jezsuita és a skót természettudós, John Robison egymástól függetlenül próbálta azt bebizonyítani, hogy nem a harmadik rend állandó elnyomása, a felvilágosodás ideáinak elterjedése, a megelőző év katasztrofális aratása és XVI. Lajos rossz válságkezelése, hanem az illuminátusok robbantották ki a forradalmat. Ehhez mindenekelőtt három „bizonyítékkal” szolgáltak:
- Állítják, hogy a forradalmárok vezérei közül csaknem mindegyik jelentős szabadkőműves vezető is volt. Ez a minden további nélküli egyenlőségjel a szabadkőművesek és az illuminátus rend között – mint már láttuk – elfogadhatatlan, nem lehet összemosni a két szervezetet.
- A forradalom előtti Franciaországban valóban volt egy szabadkőműves páholy, amely önmagát „les illuminés” (megvilágosultaknak) nevezte, ugyanúgy mint ahogyan Weishaupt a saját rendjét. Az összemosni szándékozókat kevéssé zavarja, hogy a francia „illuminés” csoportja egyrészt kicsiny, másrészt csekély befolyással rendelkező szervezet volt, inkább a misztikus irányt követték, a Knigge-féle radikális felvilágosodás idegen volt tőlük.
- Harmadszor: ismeretes, hogy Bode 1787-ben Párizsba utazott, június 24-től augusztus 17-ig ott tartózkodott. Ennek azonban semmi köze nem volt a forradalomhoz, egy szabadkőműves konventre utazott, ami egyébként már véget ért, mire ő megérkezett.[72]

Az a tézis, amely azt állítja, hogy illuminátusok álltak a francia forradalom hátterében, teljesen alaptalan. Ennek ellenére Barruel és Robison művei nagy sikert értek el. A német nyelvterületen az egyébként kérészéletű, konzervatív folyóirat, az Eudämonia (1795–1798) volt e tétel szószólója. Daniel Pipes szerint mind a mai napig foglalkoztatják az ilyen összeesküvés-elméletek a szélsőjobboldal publicistáit és politikai csoportjait. Ezek között kell megemlíteni Nesta Webster, ismert angol okkultista történészt, a húszas évek összeesküvés-elméleti teoretikusát, az amerikai John Birch társaságot, vagy Pat Robertson, fundamentalista keresztény prédikátort. Mai összeesküvés-elméleti teoretikusok, például Des Griffin és Jan Udo Holey („Jan van Helsing”) az illuminátusoknak mindig újabb és újabb nyomait vélik felfedezni, egyre tovább él az illuminátusellenes paranoia.
Néhány okkult vagy teozófus csoport megpróbálta önmagát úgy beállítani, mintha ők lennének az évtizedek óta bujdosó illuminátusok. Ez újabb táplálékul szolgált az összeesküvés-elméleteknek. 1896-ban például Leopold Engel történész, aki maga is publikált könyvet az illuminátus rendről, megalapította az Illuminátusok világszövetségét, ami Weishaupt rendje örökösének tekintette magát. 1929-ben ezt a bejegyzett egyesületet törölték a berlini regisztrációból. Az 1896-ban létrehozott Ordo Templi Orientis, vagy az 1978-ban megalapított Thanateroszi illuminátusok szintén megpróbálták magukat a bajor illuminátusok hagyománya továbbvivőinek beállítani, bár semmi közük nincs Weishaupt, Bode és Knigge felvilágosult, racionalista rendjéhez.

## Az illuminátusok regényekben

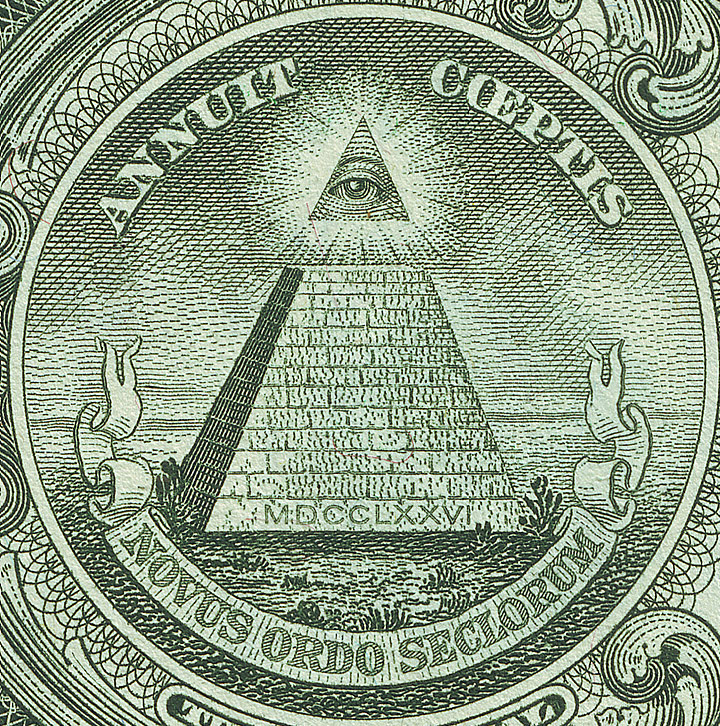
Az Amerikai Egyesült Államok nagypecsétjének reverz oldala az egydolláros bankjegy hátulján

Egyes népszerű regények kedvelt témájául szolgálnak az illuminátusok. Ilyen például Robert Shea és Robert Anton Wilson trilógiája, az Illuminatus!, Umberto Eco A Foucault-inga, vagy Dan Brown Angyalok és démonok című regénye. Mint sötét alakok, kiismerhetetlen cselszövők, vagy démonikus összeesküvők szerepelnek, ez felel meg a forgalomban lévő összeesküvés-elméleteknek. Például Galileo Galilei (1564–1642) és Giovanni Lorenzo Bernini (1598–1680) nem voltak (nem is lehettek) a rend tagjai, mint Dan Brown beállítja, és persze az illuminátusok nem a kelta druidáktól az aszaszinokon és templomosokon át ívelő ezeréves hagyományok folytatói.
Különösen népszerű az a regényekben szereplő, elterjedt feltételezés, hogy az illuminátus rendnek esetleg voltak olyan szimbólumai, amelyeket csak a beavatottak ismertek. Ezekhez a vélt illuminátus szimbólumokhoz tartoznak:
- a mindent látó szem,
- az előző, de mint az az Amerikai Egyesült Államok nagypecsétjének hátoldalán található piramis záróköve,[78]
- a 23, mint szám,
- az ambigrammák.

Az illuminátus rendnek, mint szervezetnek egyetlen szimbóluma volt, ami egyben a „titkos bölcsességek iskolájáé” is, mégpedig Minerva baglya.

## Utalások az illuminátus rendre filmekben és más médiában
Gyakran utalnak az illuminátus rendre filmekben, könyvekben, számítógépes játékokban és zenedarabokban, mivel nevük az összeesküvés-elméletekből nagyon ismert. Ezekben őket egy rendkívül titkos és igen nagy hatalommal bíró csoportként kezelik, s pont ez teszi őket alkalmassá arra, hogy bennük misztikus fenyegetést láttassanak.
Népszerű példák:
- Filmek:
  - 23 – Semmi sem az, aminek látszik, német film, 1999-ben Bajor filmdíjjal tüntették ki[80],
  - Lara Croft: Tomb Raider, Angelina Jolie főszereplésével,
  - A nemzet aranya, Nicolas Cage főszereplésével
  - Angyalok és démonok (német címén Illuminati), amerikai thriller Tom Hanksszel (2009),
  - Die Whoopee Boys, John Byrum rendező amerikai filmje 1986-ból,
  - Rejtélyek városkája, amerikai televíziós rajzfilmsorozat;
- Kártyajáték: Illuminati, Steve Jacksonnak 1982-ben, az USA-ban megjelent kártyajátéka;
- Pen-&-Paper szerepjáték: Illuminati (GURPS [* 9]);
- Számítógépes játékok: a Deus Ex sorozat több játéka, Resident Evil 4, The Secret World;
- Zeneszámok: 23 a Welle: Erdball nevű együttes előadásában, 23 (zenealbum) Bushidótól és Sidótól, akik együtt, Formáció 23 néven vették fel az albumot;
- Nyomtatott sajtó: Számos példája van a titkos világhatalmat sejtető és ennek urait az illuminátusok tovább élő rendjébe tartozó tagoknak tekintő összeesküvés-elméleteknek. A világhatalomra törő titkos, ma is élő illuminátusokat a pénzarisztokrácia tagjaiként mutatják be egyes ilyen művek. A magyar sajtóban is található olyan cikk, ami ehhez hasonlóan tárgyalja az illuminátusok állítólagos jelenlegi szerepét.[* 10]

## Fordítás
- Ez a szócikk részben vagy egészben  az   Illuminatenorden című német Wikipédia-szócikk ezen változatának fordításán alapul.  Az eredeti cikk szerkesztőit annak laptörténete sorolja fel. Ez a jelzés csupán a megfogalmazás eredetét és a szerzői jogokat jelzi, nem szolgál a cikkben szereplő információk forrásmegjelöléseként.